# نان ليزلي
نان ليزلي (بالإنجليزية: Nan Leslie)‏ هي ممثلة أمريكية، ولدت في 4 يونيو 1926 في لوس أنجلوس في الولايات المتحدة، وتوفيت في 30 يوليو 2000 في سان جوان كابيسترانو في الولايات المتحدة بسبب ذات الرئة.

## وصلات خارجية
- نان ليزلي على موقع IMDb (الإنجليزية)
- نان ليزلي على موقع قاعدة بيانات الفيلم (الإنجليزية)